# Chiesa di San Pietro Apostolo (Nembro)
La chiesa di San Pietro Apostolo  è un luogo di culto cattolico di Nembro, in provincia e diocesi di Bergamo, posto sul colle omonimo.

## Storia
L'edificazione della chiesa risale al XV secolo. La tradizione popolare racconta che dopo essere stato convertito dalle predicazioni di san Bernardino da Siena, presente sul territorio di Bergamo durante i primi anni del XV secolo, un membro della famiglia Suardi costruì nel 1415 la piccola chiesa sulle fondamenta del suo fortilizio posto sul monte in prossimità di Nembro. La chiesa venne eretta probabilmente sui resti dell'edificio che dovette essere distrutto come ordinato dalla Repubblica di Venezia, conservandone in questo modo alcuni elementi. Parti murarie dell'edificio avrebbero caratteristiche tipiche della struttura fortificata. Testimonianze dell'antica struttura sono la doppia cinta muraria e i fossati che circondano l'edificio. L'appartenenza alla famiglia Suardi non è però confermata da fonti, che la indicherebbero proprietaria — in realtà — di un edificio fortificato, ma nella contrada di Borgo, posta in prossimità della chiesa di San Martino, di proprietà del comune.
La chiesa esisteva nel 1424 quando viene indicata sussidiaria della chiesa di San Martino e menzionata come "Cappella di San Pietro in Monte". La sua presenza è registrata su un antico stradario del 1445, inserita poi in un atto rogato il 1º  luglio 1478 dal notaio Franchino Vitalba, dove viene citato un terreno che si trovava in "ubi dicitur ad castelium sive ad sanctum petrum".
Nell'archivio diocesano di Bergamo sono conservati gli atti della visita pastorale di san Carlo Borromeo dell'autunno del 1575 dove è indicata come "ecclesia campestris". L'edificio di culto fu di proprietà della congregazione della Misericordia Maggiore, fino al 24 luglio 1891, quando venne ceduto alla chiesa parrocchiale di Nembro. La Misericordia Maggiore ne era diventata proprietaria probabilmente quando fu demolita la fortezza, perché potessero cessare le rivalità tra le fazioni guelfe e ghibelline che si erano impadronite alternativamente del territorio, l'edificazione dell'edificio associato alle predicazione di san Bernardino che fu promotore della pacificazione in Bergamo delle due fazioni, potrebbe confermare questa ipotesi.

## Descrizione
La chiesa, posta in posizione dislocata e dominante sul paese, è raggiungibile dal centro di Nembro attraverso una scalinata e un sentiero. 
La semplice facciata a capanna si presenta con la parte destra più allungata, corrispondente a un corridoio interno. L'ingresso, con arco a sesto acuto, è affiancato da due piccole finestre quadrate. La parte superiore ha un'apertura rettangolare di più grande misura atta a illuminare l'interno.
L'unica aula è divisa da un arco a sesto acuto in due campate e culminante con il presbiterio e l'abside di modeste dimensioni. La piccola navata dà la possibilità di assistere alle funzioni liturgiche, con il corridoio laterale che si apre sulla prima campata, quando questa non permette la presenza di un numero elevato di fedeli.
La chiesa aveva arredi e una decina di dipinti di non documentata assegnazione ma che sono stati oggetto di furto e non più reperibili. La tavola raffigurante Cristo che benedice san Pietro con san Paolo è di scarso valore artistico e datata 1515. Qualche traccia d'affresco pariatale è ben identificabile.